# Nikon (Goldschmied)
Nikon (griechisch Νίκων) war ein antiker griechischer Goldschmied.
Nikon ist heute nur noch von einer Signatur bekannt, die auf einer vergoldeten Silber-Pyxis erhalten ist und Nikon als Schöpfer des Gefäßes ausweist (Νίκων ἐποίησε Níkōn epoíēse). Die Pyxis gehört zum sogenannten „Schatz von Tarent“ ehemals in der Sammlung Rothschild. Somit ist anzunehmen, dass Nikon nicht nur in Unteritalien, sondern womöglich in Tarent tätig war. Der Schatz wird um 200 v. Chr. datiert, dementsprechend sind Nikons Lebenszeit in die Jahre davor und danach anzusetzen.